# ロドルフォ・ピサーロ
ロドルフォ・ヒルベルト・ピサーロ・トマス（Rodolfo Gilbert Pizarro Thomas、1994年2月15日 - ）は、メキシコ・タマウリパス州タンピコ出身のプロサッカー選手。AEKアテネFC所属。メキシコ代表。ポジションはMF。

## 来歴
2011年にCFパチューカのユースチームに入団。2012-13シーズンにトップチームに昇格。2012年9月14日のモナルカス・モレリア戦でプロデビュー。翌2013年2月19日のドラドス・デ・シナロア戦でプロ初ゴールを記録。以降主力選手に成長し、CDグアダラハラ、CFモンテレイでも活躍し、2019年にはACミランがピサーロの獲得に乗り出していると報じられた。
2020年2月14日、メジャーリーグサッカー (MLS) に2020年シーズンより参入するインテル・マイアミCFと契約。移籍金はMLS史上最高額となる1700万ドル (約19億円) となる見通しと報じられた。
2023年7月17日、AEKアテネFCに2年契約で移籍した。

## メキシコ代表
2014年1月29日の韓国戦でメキシコ代表デビュー。2016年2月10日のセネガル戦で、代表初ゴールを記録。同年のリオデジャネイロオリンピック、2017 CONCACAFゴールドカップ、2019 CONCACAFゴールドカップに出場し、2019年大会の優勝に貢献した。但し、招集可能だった2度のFIFAワールドカップ (2014年大会) 、(2018年大会)は、いずれも招集外に終わっている。